# Марція Євфемія
Елія Марція Євфемія (*Aelia Marciana Euphemia, 430 —†після 472) — дружина Антемія, володаря Західної Римської імперії.

## Життєпис
Була донькою Маркіана, імператора Східної Римської імперії. У 453 році вийшла заміж за впливового військовика Антемія. Мала від нього одну доньку та чотирьох синів. Деякий час мешкала у Філіпополі (сучасний Пловдив, Болгарія), коли її чоловік воював проти остготів та гуннів.
У 467 році при підтримці імператора Лева I Антемія стає імператором Західної Римської імперії, а Марція Євфемія отримує титул Августи. Про її вплив на чоловіка немає відомостей. Перебувала разом з ним в Італії протягом правління. Після загибелі Антемія у 472 році про життя Марції нічого невідомо.

## Родина
Чоловік — Антемій Прокопій, імператор у 467–472 роках
Діти:
- Аліпія, дружина Ріцімера
- Антеміол[ru] (д/н—471
- Маркіан (д/н—після 484), чоловік Леонтії, доньки імператора Лева I, претендент на трон Східної Римської імперії
- Прокопій Антемій (д/н—після 515), консул 515 року
- Ромул (д/н—після 479)